# Maciej Nowicki
Maciej Nowicki (az Egyesült Államokban Matthew Nowickiként ismert) (Oroszország, Csita 1910. június 26. - Egyiptom, Vádi Natrún 1950. szeptember 1.) 1947-ben Amerikába emigrált lengyel építész, a modern lengyel építészet jelentős alakja.

## Élete
Apja Zygmunt Nowicki (1881-1944) pedagógus, aktivista a cári Orosz Birodalomban dolgozott, mikor fia, Maciej megszületett. Ezt követően költöztek haza, egy Krakkó melletti kisbirtokot vásárolva. Apja amerikai kinevezésének köszönhetően Maciej rajzot tanult a Art Institute of Chicagoban , majd Lengyelországba visszatérve - ahol apja két cikluson keresztül a Szejmben képviselő volt -, tovább folytatta művészeti tanulmányait, végül a Varsói Műszaki Egyetem Építészmérnöki Karán diplomázott. Az egyetemen Rudolf Świerczyński volt a professzora, aki felkérte Nowickit asszisztensének is.
Nowicki a második világháborút követően a jelentős részben elpusztult Varsó újjáépítésével kapcsolatos terveken kezdett dolgozni, 1945 decemberében, mint kulturális attasé került az Egyesült Államokba, ami apja karrierjéhez hasonlított, hiszen ő 1920-ban újonnan alakult lengyel állam képviseletében, konzulként érkezett Chicagoba. Nowicki apja korábbi amerikai kapcsolatainak köszönhetően nem volt ismeretlen Amerikában, így kérték fel őt, hogy csatlakozzon az ún. békeügyi műhely nevű építészcsapathoz, melynek Le Corbusier, Oscar Niemeyer és Wallace Harrison  is tagjai voltak. Az időközben bekövetkező politikai változások hatására döntött úgy a család 1947-ben, hogy nem térnek vissza Lengyelországba.

## Amerikában
Az új építészgeneráció tehetséges tagjaként kezdte új életét Amerikában. Részt vett Le Corbusier csapatával a New York-i  ENSZ-székház tervezésében, felkérésre tanítani kezdett az Észak-Karolinai Állami Egyetemen , és ebben az időszakban tervezte Fred Severuddal és William Henley Dietrickkel a raleighi Dorton Arénát , melynek építése már csak halála után fejeződött be. Albert Mayerrel  vett részt az indiai Pandzsáb állam új fővárosának, Csandígarhnak a tervezésében, korai halála miatt azonban terveinek csak töredékét, a város keleti részét építették meg az ő elképzelése szerint.

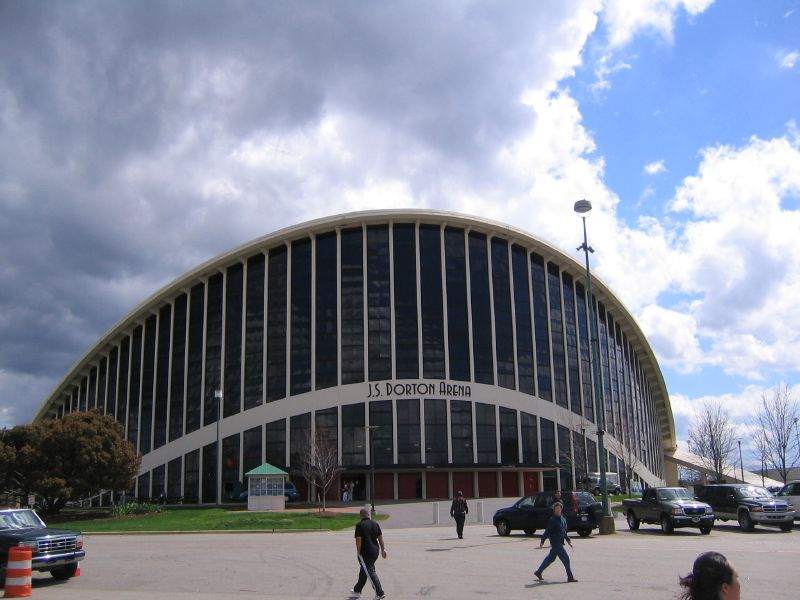
A raleighi Dorton Arena

A feleségével közösen kidolgoztak egy oktatási programot, aminek a középpontjában az állt, hogy az építészet, a tájépítészet, a várostervezés már a tervezéskor együttesen kell, hogy érvényesüljenek. A felsőoktatási intézmények érintett szaktárgyait szervezők és oktatók - a tervezés, az építőipar és a műszaki tárgyak, a rajz és a bölcsészettudományok, a történelem és a regionális tanulmányok területén - szintén együtt kell működniük az építészképzés során.
Csandígarh tervezőcsapatában dolgozva az indiai megrendelők felajánlották neki, hogy vegye át a projekt irányítását miniszteri rangban. Ekkor visszautazott Raleighbe, hogy lezárja ottani ügyeit.
1950. szeptember 1-jén a TWA Mumbai-New York járatán utazott hazafelé, amikor a gép egy motortűz miatt kényszerleszállást kísérelt meg a sivatagban az egyiptomi, Vádi Natrún közelében. A repülő azonban egy vasúti töltésnek ütközött és felrobbant. Nem volt túlélője a balesetnek.
Szimbolikus sírja a varsói Wawrzyszewski temetőben található.